# The Beau Brummels
The Beau Brummels var amerikanskt rockband bildat i San Francisco, Kalifornien 1964. Medlemmar i gruppen var Sal Valentino (sång), Ron Elliott (gitarr), Ron Meagher (bas) och John Peterson (trummor). Gruppen inspirerades till stor del av de för tiden stora brittiska banden, i synnerhet The Beatles. Deras tidiga material märks denna inspirationskälla tydligt på. Gruppen brukar räknas till en av de första grupperna som spelade folkrock, tätt följd av The Byrds.
De fick skivkontrakt på Autumn Records och sin första hit 1965, Laugh, Laugh. Låten nådde femtondeplatsen på Billboard Hot 100. Många misstog gruppen för att vara brittisk för den likartade ljudbilden. Uppföljarsingeln Just a Little blev också en hit, större än föregångaren då den nådde femteplats på Billboardlistan. En tid efter detta kom gruppens sista topp 40-hit You Tell Me Why. Elliott lämnade gruppen till och från på grund av sina besvär med diabetes. Peterson blev medlem i Harpers Bizarre. Som en trio (Elliott, Valentino, och Meagher) spelade sedan gruppen in det mer countryinspirerade albumet Triangle (1967). När nästa album Bradley's Barn (1968) släpptes bestod gruppen endast av en duo med Elliot och Valentino. Meagher försvann efter Triangle och ersattes av studiomusiker. Albumen kom dock lite före sin tid då denna musikstil kallad countryrock inte blev populär förrän ungefär två år senare. Gruppen upplöstes 1968. Originaluppsättningen återförenades kort 1974 och spelade in ett självbetitlat album som släpptes 1975. Gruppen splittrades dock åter samma år.

## Medlemmar
Originalmedlemmar:
- Ron Elliott – sologitarr, sång (1964–1969, 1974–1975, 1979–1981, 2013)
- Sal Valentino – sång, tamburin (1964–1969, 1974–1975, 1979–1980, 1984–1985, 2013)
- Ron Meagher – bas, sång (1964–1967, 1974, 1979–1980, 2000–2002, 2013)
- Declan Mulligan – gitarr, munspel, sång (1964–1965, 1974–1975, 1979–1985, 2013)
- John Peterson – trummor, sång (1964–1966, 1974–1975, 2000)

Senare medlemmar:
- Don Irving – gitarr, sång (1965–1966, 2002)
- Dan Levitt – banjo, gitarr (1974–1975)
- Peter Tepp – trummor (1975)
- John Hjort – basgitarr, sång (1981–1985)
- James Moyles – keyboard (1981–1985)
- Peter Tucker – trummor (1981–1984)
- Terry Thorn – trummor (1984–1985)

## Diskografi
Studioalbum
- Introducing the Beau Brummels (1965)
- The Beau Brummels, Vol. 2 (1965)
- Beau Brummels '66 (1966)
- Triangle (1967)
- Bradley's Barn (1968)
- The Beau Brummels (1975)
- Continuum (2013)

Livealbum
- Live! (2000) (inspelad 1974)